# إنسان الكهف

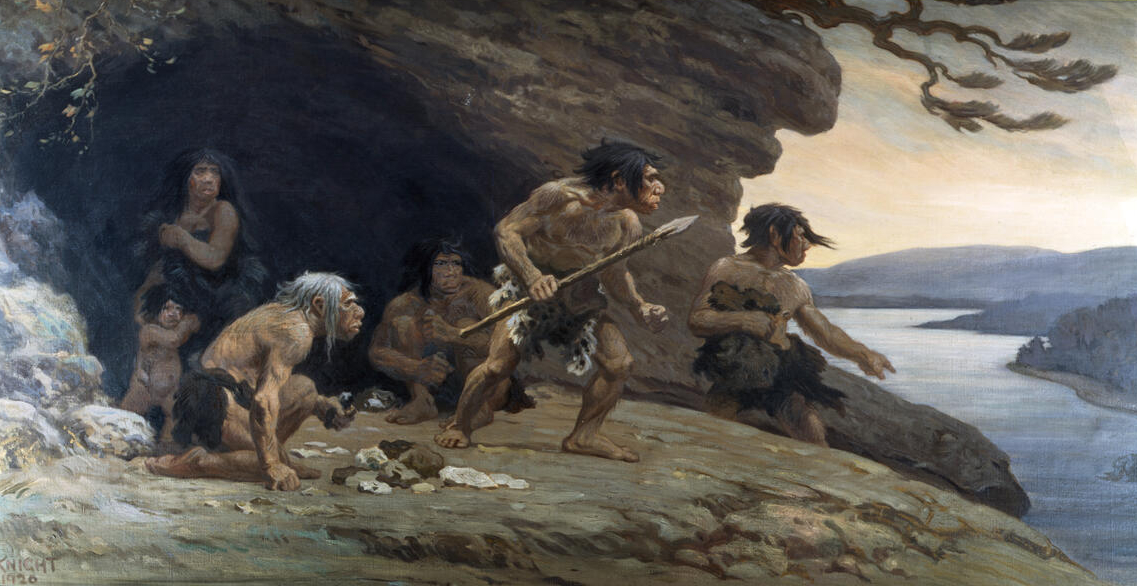
لوحة موستريان تصور عائلة نياندرتهال من رسم تشارلز نايت، 1920

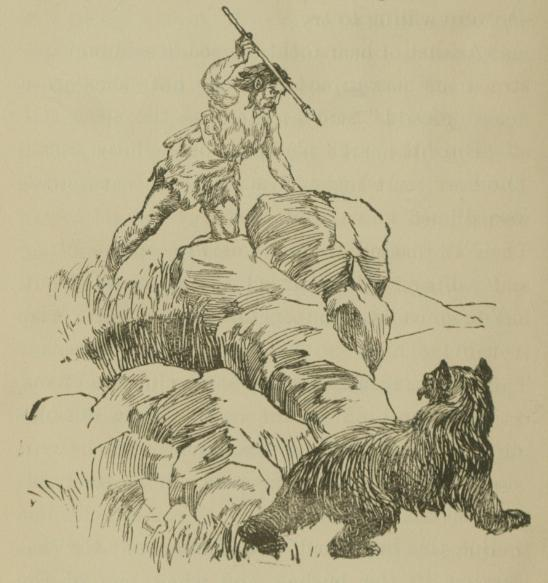
رجل الكهف يصطاد دباً بنياً

إنسان الكهف أو ساكن الكهف أو رجل الكهف، (بالإنجليزية: Caveman)‏ مصطلح كان أساساً لمفاهيم واسعة النطاق عن طريقة عيش الإنسان البدائي في عصور ما قبل التاريخ. وقد استخدم هذا المصطلح في بعض الأحيان للإشارة إلى إنسان نياندرتال، وهو نابع من افتراضات حول علاقة الإنسان الأول بالكهوف، والتي تجلت واضحة في رسوم الكهوف.
في الثقافة الشعبية، غالباً ما تم تصوير إنسان الكهف على أنه يعيش مع الديناصورات على الرغم من حقيقة أن الديناصورات قد انقرضت في نهاية العصر الكريتاسي، أي حوالي 65 مليون سنة قبل ظهور الجنس البشري. وقد ظهر أول تصوير لحياة الإنسان مع الديناصورات في فيلم صامت من إنتاج عام 1914 بعنوان «القوة الغاشمة» للمنتج الأمريكي دي.دبليو. غريفيث. فضلاً عن أمثلة أخرى كالمسلسل التلفزيوني فلينستون.

## أساس النموذج الأصلي
وجدت تصاوير لرجل الكهف، كما للرجل المتوحش، في الأيقونات التي عثر عليها في أوروبا وأفريقيا والتي تعود لمئات السنين. خلال العصور الوسطى، تم تصوير هذه المخلوقات عموماً في الفنون والآداب على أنه رجل ملتحٍ وجسده مغطى بالشعر، وغالباً ما يحمل عصا غليظة ويسكن الكهوف. في حين صوّر الرجل المتوحش على أنه غير متحضّر وقد دارت نقاشات كثيرة حول ما إذا كان إنساناً أو حيواناً.
كما صُوّر رجال الكهوف على أنهم يرتدون جلود حيوانات شعثاء، فثياب رجال الكهوف كانت عبارة عن قطعة من الجلد معقودة حول كتف واحد، مسلّحين بالحجارة أو عظام الحيوانات أو هراوة هرمية الشكل، ويتّصفون بقلة الذكاء والعدوانية. هذا وقد نبعت صورة أنهم يعيشون في الكهوف من حقيقة أن الكهوف هي أكثر الأماكن التي اكتشفت فيها الرسومات التي تمثّل طقوس حياة الإنسان الأول ووجدت فيها آثار تمثل حضاراتهم، مع أن ذلك عائد إلى أن درجة محافظة الكهوف على الآثار أعلى من غيرها من الأماكن، كونها أماكن مغلقة ولا تتأثر كثيراً بعوامل الطبيعة، لذا فهي تعتبر ملجأ نموذجياً. أصبح الاصطلاح «رجل الكهف» استعارة ثقافية للإنسان الذي يظهر سمات جهل أو سلوك غير حضاري.

## الصور النمطية في الثقافة
في رواية العالم المفقود للكاتب الإنجليزي آرثر كونان دويل والتي صدرت عام 1912، صور الرجل القرد في صراع من الإنسان المتحضر. وقد استعار إدغار رايس بوروس هذه الفكرة في روايته الأرض التي نسيها الزمن والتي صدرت عام 1918.
ظهرت العديد من الأفلام التي تصور إنسان الكهف. تميّز منها فيلم "Man's Genesis" من إنتاج غريفيث عام 1912، وقد استوحى منه تشارلي تشابلن بعض اللقطات الساخرة  في فيلم «ماضيه ما قبل التاريخ» عام 1914. كما أنتج غريفيث فيلم «القوة الغاشمة» عام 1914، وفيلم «رجل الكهف» عام 1934. في أفلام غريفيث، لم تكن الشخصيات تتكلم، وتستخدم الحجارة والعصي أسلحة، في حين أن بطل فيلم «رجل الكهف» كان طرزاني الاسلوب وكان يحارب الديناصورات.

### تصوير العصر الحجري القديم في وسائل الإعلام

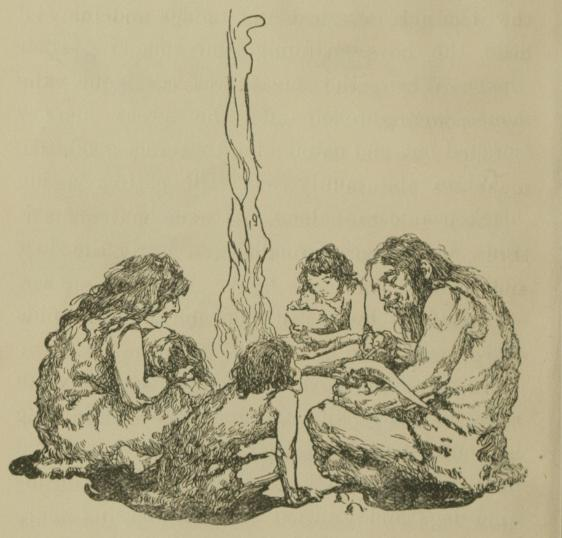
أسرة في كهف تتناول الطعام

في قصص الخيال، تم تصوير وتخيّل إنسان الكهف يعيش بالتزامن مع الديناصورات. وقد يكون ذلك بغرض ترفيهي محض أو بهدف التهكم. وهذا يتعارض مع الأدلة التي قدمها علم الآثار وعلم الأحياء القديمة والتي تفيد بأن الديناصورات غير الطائرة قد انقرضت قبل 65 مليون سنة، في الوقت الذي لم تكن فيه الرئيسيات قد ظهرت بعد.
ومسلسل الكرتون الشهير فلينستون هو محاكاة ساخرة يصور فلينستون ليس في الكهف، بل في منزل مبني وكافة تجهيزاته من الحجارة على غرار الكهف.
وغالباً ما تظهر الصورة النمطية لإنسان الكهف في الإعلانات. فقد أصدرت شركة تأمين موظفي الحكومة «غايكو» سلسلة من الإعلانات التلفزيونية ومحاولات تسويق فيروسي عرفت باسم «رجال كهوف غايكو»، وكان شعار هذه الحملة «الأمر سهل، حتى رجال الكهوف يستطيعون ذلك». وقد أنكر المحدثون على معلني غايكون تكراراً إدامة الصورة النمطية غير الذكية لإنسان الكهف. هذا وقد ولدت سلسلة الإعلانات هذه مسلسلاً تلفزيونياً قصيراً بعنوان «رجال الكهوف».

### وثاثقيات
- العالم الجليدي
- التجول مع رجال الكهف
- التجول مع الوحوش

### أفلام أنتجت عن إنسان الكهف
- «القوة الغاشمة»، 1914
- «ماضيه ما قبل التاريخ»، فيلم سينما صامتة لتشارلي تشابلن، 1914
- «ثلاثة عصور»، فيلم صامت لباستر كيتون، 1923
- «فيلة طائرة»، فيلم صامت للوريل وهاردي، 1928
- «مليون قبل الميلاد»، 1940
- «الجزيرة الغامضة»، سلسلة من ستة أفلام
- «رجل كهف مراهق»، فيلم لروجر كورمان، 1958. وأنتج كمسلسل تلفزيوني عام 2002.
- «عندما حكمت الديناصورات الأرض»، 1970
- «الأرض التي نسيها الزمن»، 1975.
- «الناس الذين نسيهم الزمن»، 1977
- «كوكب الديناصورات»، 1978
- «الرابط المفقود»، 1980
- «رجل الكهف»، 1981
- "تاريخ العالم - الجزء الأول، 1981
- «النار والجليد»، 1983
- «رجل الجليد»، 1984
- «عشيرة دب الكهوف»، 1986
- «الفلنستونز»، 1994
- «العام الأول»، 2009
- «آل كروودز»، 2013

### روايات
- قصة آب، 1897
- قرية في أعالي الأشجار، 1901
- العالم المفقود، 1912
- فتاة الكهف، 1913
- الأرض التي نسيها الزمن، 1918
- الورثة، 1955
- رقصة النمر، 1980
- أولاد الأرض سلسلة
  - عشيرة دب الكهوف، 1980
  - وادي الخيول، 1982
  - صيادو الماموث، 1985
  - أرض الكهوف المطلية، 2011
- عدن هاري هاليسون، سلسلة
  - غربي عدن، 1984
  - الشتاء في عدن، 1986
  - العودة إلى جنة عدن، 1989.